# Thecla trochus
Thecla trochus är en fjärilsart som beskrevs av Druce 1907. Thecla trochus ingår i släktet Thecla och familjen juvelvingar. Inga underarter finns listade i Catalogue of Life.